# Llau Gran
La Llau Gran és una llau de l'antic terme d'Hortoneda de la Conca, actualment integrant del municipi de Conca de Dalt, al Pallars Jussà.
Es forma per transformació de la llau dels Horts (que, alhora, prové de la llau del Civadal), al sud-est del Serrat Gros. En el seu tram final rep per la dreta la llau de Cotura, i, finalment, s'aboca en el riu de Carreu en un dels sectors més acongostats del riu, a ponent de la Font del Bullidor i a llevant del Canarill.